# Poyang Hu (Antarktika)
Poyang Hu (chinesisch 鄱阳湖) ist ein ovaler See an der Ingrid-Christensen-Küste des ostantarktischen Prinzessin-Elisabeth-Lands. Er ist der größte Süßwassersee im Norden der Halbinsel Stornes in den Larsemann Hills und liegt 500 m südlich des Kopfendes des Johnston-Fjords.
Chinesische Wissenschaftler benannten ihn 1993 im Zuge von Vermessungs- und Kartierungsarbeiten.